# Benno Elkan
Benno Elkan, född 2 december 1877 i Dortmund, död 10 januari 1960 i London, var en tysk-brittisk skulptör och medaljör.
Elkan, som var av judisk börd, invandrade till England från Nazityskland i slutet av 1934. Under flera år mot slutet av sitt liv (1949–1956) gjorde han en betydelsefull bronsskulptur av Israels riksvapen, den symboliskt laddade, sjuarmade menoran, som nu står placerad framför ingången till Knesset i Jerusalem, skänkt av Storbritannien till Israel 1956. Den är 4,57 meter hög, 3,65 meter bred och har 29 reliefer som tillsammans skildrar Israels långa historia.